# Afrikaspiele 2011/Badminton (Mannschaft)
Badminton wurde bei den Afrikaspielen 2011 vom 6. bis 12. September 2011 in Maputo gespielt. Folgend die Ergebnisse der Mannschaften.

## Zeitplan
| Datum                         | Zeit  | Event        |
| ----------------------------- | ----- | ------------ |
| Dienstag, 6. September 2011   | 09:00 | Gruppenphase |
| Dienstag, 6. September 2011   | 14:00 | Gruppenphase |
| Dienstag, 6. September 2011   | 19:00 | Gruppenphase |
| Mittwoch, 7. September 2011   | 14:00 | Halbfinale   |
| Donnerstag, 8. September 2011 | 14:00 | Finale       |

## Gruppenphase

### Gruppe 1
| Platz | Team                         | Pld | W | L | MF | MA | MD | GF | GA | GD  | PF  | PA  | PD   | Pts | Qualifikation |
| ----- | ---------------------------- | --- | - | - | -- | -- | -- | -- | -- | --- | --- | --- | ---- | --- | ------------- |
| 1     | Mauritius                    | 1   | 1 | 0 | 5  | 0  | +5 | 10 | 0  | +10 | 210 | 23  | +187 | 1   | Q             |
| 2     | Demokratische Republik Kongo | 1   | 0 | 1 | 0  | 5  | −5 | 0  | 10 | −10 | 23  | 210 | −187 | 0   |               |
| 3     | Ägypten                      | 0   | 0 | 0 | 0  | 0  | 0  | 0  | 0  | 0   | 0   | 0   | 0    | 0   | zurückgezogen |

### Gruppe 2
| Platz | Team       | Pld | W | L | MF | MA | MD  | GF | GA | GD  | PF  | PA  | PD   | Pts | Qualifikation |
| ----- | ---------- | --- | - | - | -- | -- | --- | -- | -- | --- | --- | --- | ---- | --- | ------------- |
| 1     | Seychellen | 2   | 2 | 0 | 9  | 1  | +8  | 19 | 1  | +18 | 418 | 252 | +166 | 2   | Q             |
| 2     | Uganda     | 2   | 1 | 1 | 6  | 4  | +2  | 7  | 9  | −2  | 296 | 294 | +2   | 1   |               |
| 3     | Mosambik   | 2   | 0 | 2 | 0  | 10 | −10 | 0  | 16 | −16 | 168 | 336 | −168 | 0   |               |

### Gruppe 3
| Platz | Team    | Pld | W | L | MF | MA | MD  | GF | GA | GD  | PF  | PA  | PD   | Pts | Qualifikation |
| ----- | ------- | --- | - | - | -- | -- | --- | -- | -- | --- | --- | --- | ---- | --- | ------------- |
| 1     | Nigeria | 2   | 2 | 0 | 10 | 0  | +10 | 18 | 0  | +18 | 378 | 187 | +191 | 2   | Q             |
| 2     | Ghana   | 2   | 1 | 1 | 3  | 2  | +1  | 7  | 14 | −7  | 316 | 390 | −74  | 1   |               |
| 3     | Kenia   | 2   | 0 | 2 | 2  | 3  | −1  | 4  | 15 | −11 | 267 | 384 | −117 | 0   |               |

### Gruppe 4
| Platz | Team           | Pld | W | L | MF | MA | MD  | GF | GA | GD  | PF  | PA  | PD   | Pts | Qualifikation |
| ----- | -------------- | --- | - | - | -- | -- | --- | -- | -- | --- | --- | --- | ---- | --- | ------------- |
| 1     | Südafrika      | 3   | 3 | 0 | 15 | 0  | +15 | 30 | 0  | +30 | 630 | 248 | +382 | 3   | Q             |
| 2     | Botswana       | 3   | 2 | 1 | 8  | 7  | +1  | 17 | 17 | 0   | 553 | 573 | −20  | 2   |               |
| 3     | Äthiopien      | 3   | 1 | 2 | 5  | 10 | −5  | 13 | 20 | −7  | 531 | 583 | −52  | 1   |               |
| 4     | Republik Kongo | 3   | 0 | 3 | 2  | 13 | −11 | 4  | 27 | −23 | 328 | 638 | −310 | 0   |               |

## Endrunde
|  | Halbfinale | Halbfinale | Halbfinale |  |  | Finale | Finale    | Finale |
|  |            |            |            |  |  |        |           |        |
|  |            |            |            |  |  |        |           |        |
|  |            | Mauritius  | 0          |  |  |        |           |        |
|  |            | Südafrika  | 4          |  |  |        |           |        |
|  |            |            |            |  |  |        | Südafrika | 2      |
|  |            |            |            |  |  |        | Nigeria   | 3      |
|  |            | Nigeria    | 3          |  |  |        |           |        |
|  |            | Seychellen | 1          |  |  |        |           |        |
|  |            |            |            |  |  |        |           |        |